# Артемий Берски
Артемий (на гръцки: Αρτέμιος, Артемиос) е православен духовник, митрополит на Вселенската патриаршия.

## Биография
Артемий е берски митрополит, споменат в документи на манастира Пантократор на Света гора от 1591 година.